# Lophopoeum freudei
Lophopoeum freudei är en skalbaggsart som först beskrevs av Gilmour 1959.  Lophopoeum freudei ingår i släktet Lophopoeum och familjen långhorningar. Inga underarter finns listade i Catalogue of Life.